# Petar Borota

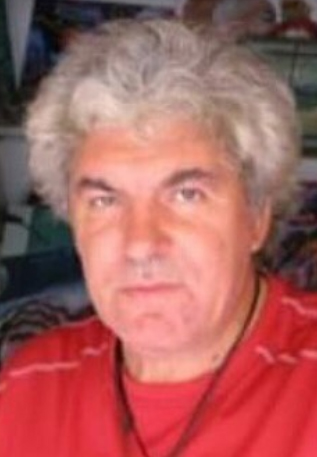
Petar Borota

Petar Borota (Servisch: Петар Борота) (Belgrado, 5 maart 1952 - Genua (Italië), 12 februari 2010) was een Servisch voetballer.
De doelman Borota speelde bij OFK Beograd (1969-1975), Partizan Belgrado (1975-1979), Chelsea FC (1979-1982), Brentford FC (1982), Portimonense SC (1982-1983), Boavista FC (1983-1984, 1986) en FC Porto (1984-1985). In 1977-1978 speelde hij vier keer in het Joegoslavisch voetbalelftal.